# Podunavlje
 Ovo je glavno značenje pojma Podunavlje. Za druga značenja pogledajte Podunavlje (razdvojba).
Podunavlje je naziv za područja uz Dunav locirana u Srbiji (Vojvodina i Središnja Srbija) i Hrvatskoj (Slavonija, Srijem i Baranja).

## Važniji gradovi i mjesta u srpskom dijelu
- Apatin
- Bačka Palanka
- Beočin
- Futog
- Veternik
- Novi Sad (glavni grad AP Vojvodine)
- Srijemska Kamenica
- Petrovaradin
- Srijemski Karlovci
- Zemun
- Beograd (glavni grad Srbije)
- Pančevo
- Smederevo
- Kovin
- Kostolac
- Veliko Gradište
- Kladovo

## Važniji gradovi i mjesta u hrvatskom dijelu
- Batina
- Erdut
- Dalj
- Borovo
- Vukovar
- Ilok